# Nepal na Zimowych Igrzyskach Olimpijskich Młodzieży 2012
Nepal na Zimowych Igrzyskach Olimpijskich Młodzieży 2012, które odbywały się w Innsbrucku,  reprezentował 1 zawodnik.

## Skład reprezentacji Nepalu

### Narciarstwo alpejskie
Chłopcy
| Zawodnik    | Konkurencja   | Wyniki       | Wyniki       | Wyniki       | Wyniki       |
| Zawodnik    | Konkurencja   | Runda 1      | Runda 2      | Razem        | Miejsce      |
| ----------- | ------------- | ------------ | ------------ | ------------ | ------------ |
| Bibash Lama | Slalom        | Nie ukończył | Nie ukończył | Nie ukończył | Nie ukończył |
| Bibash Lama | Slalom gigant | 1:42.29      | 1:31.39      | 3:13.68      | 39.          |